# Wilhelm Wittelsbach (książę w Bawarii)
Wilhelm Wittelsbach (ur. 10 listopada 1752 w Gelnhausen, zm. 8 stycznia 1837 w Mannheim) – hrabia palatyn Palatynatu-Gelnhausen, pierwszy książę w Bawarii (Herzog in Bayern).
Syn Jana Wittelsbacha i Zofia Charlotty Salm-Dhaun. W 1778 roku został honorowym członkiem Bawarskiej Akademii Nauk. 
30 stycznia 1780 w Mannheim poślubił księżniczkę Annę Marię Wittelsbach, córkę księcia Fryderyka Michała i Marii Franciszki. Anna Maria była siostrą królowej Saksonii Amalii Wittelsbach, księcia Zweibrücken Karola Wittelsbacha i króla Bawarii Maksymiliana I. Dziećmi Wilhelma i Anny byli:
- Maria Elżbieta (1784–1849) – żona marszałka Francji Louis-Alexandre Berthiera
- Pius (1786–1837) – ojciec Maksymiliana Bawarskiego, dziadek cesarzowej Elżbiety

Gdy 16 lutego 1799 roku umarł elektor Bawarii i Palatynatu Reńskiego Karol Teodor – linię rodu Wittelsbach dziedziczyć po nim mogli: książę Zweibrücken Maksymilian Józef lub hrabia palatyn Wilhelm. Elektorem został Maksymilian, zaś Wilhelm w ramach rekompensaty otrzymał tytuł księcia w Bawarii.
Po sekularyzacji dóbr kościelnych w 1813 roku przejął klasztor Banz w Bad Staffelstein i przekształcił go w swoją siedzibę.